# Islam au Bénin
D'après le recensement de 2013, il y a 34,1 % de musulmans au Bénin. Le reste de la population se compose de 48,5 % de chrétiens. Il existe aussi des religions traditionnelles comme le vaudou, qui compte 11,6 % d'adeptes. 5,8 % des habitants ne se rattachent à aucune religion.
Le Bénin est un pays membre de l'Organisation de la coopération islamique.
Les musulmans sont surtout présents dans le Nord et le Sud-Est du pays. Il n'est pas rare de trouver dans une même famille des chrétiens, des musulmans et des adeptes des religions traditionnelles. L'islam est venu au Bénin grâce aux marchands Songhai Dendi, depuis le Nigeria. Les musulmans sont quasiment tous sunnites, mais il existe des chiites expatriés du Moyen-Orient. Il y a aussi une communauté ahmadie, qui a inauguré en 2006 la plus grande mosquée du Bénin, la mosquée Al Mahdi.

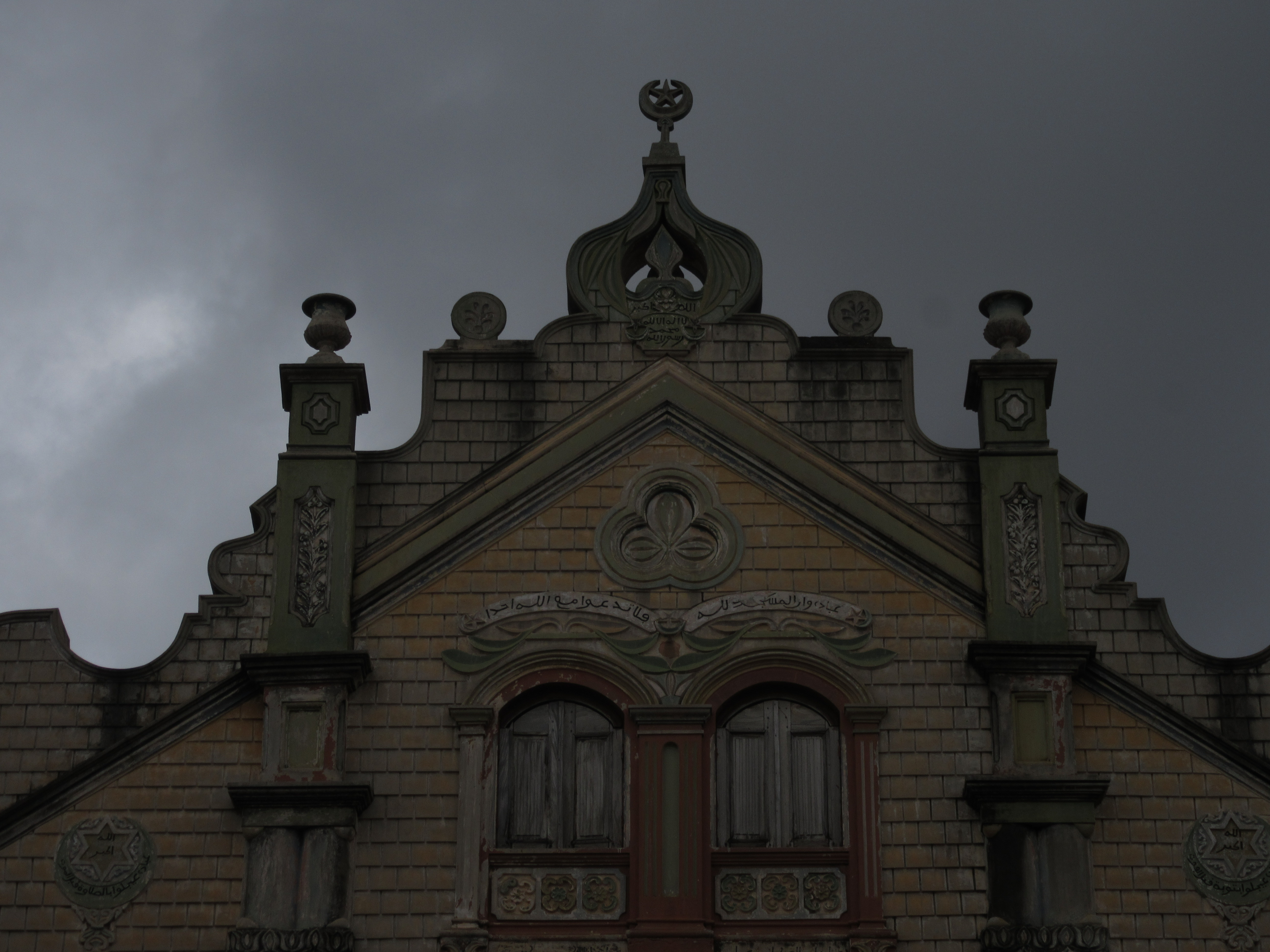
Une structure de l'entrée de la Grande Mosquée de Porto-Novo au Bénin.
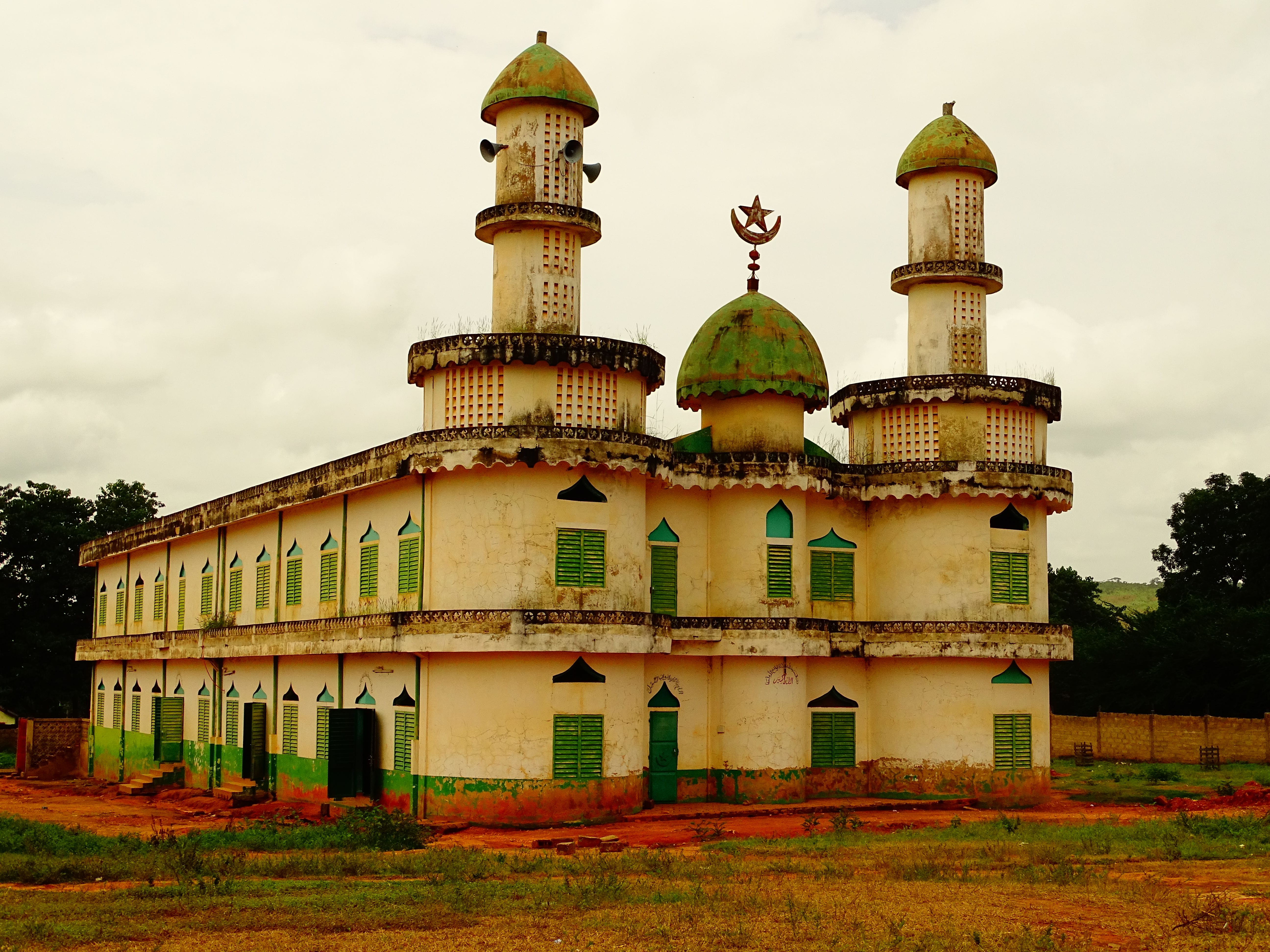
La Place idi Natitingou.
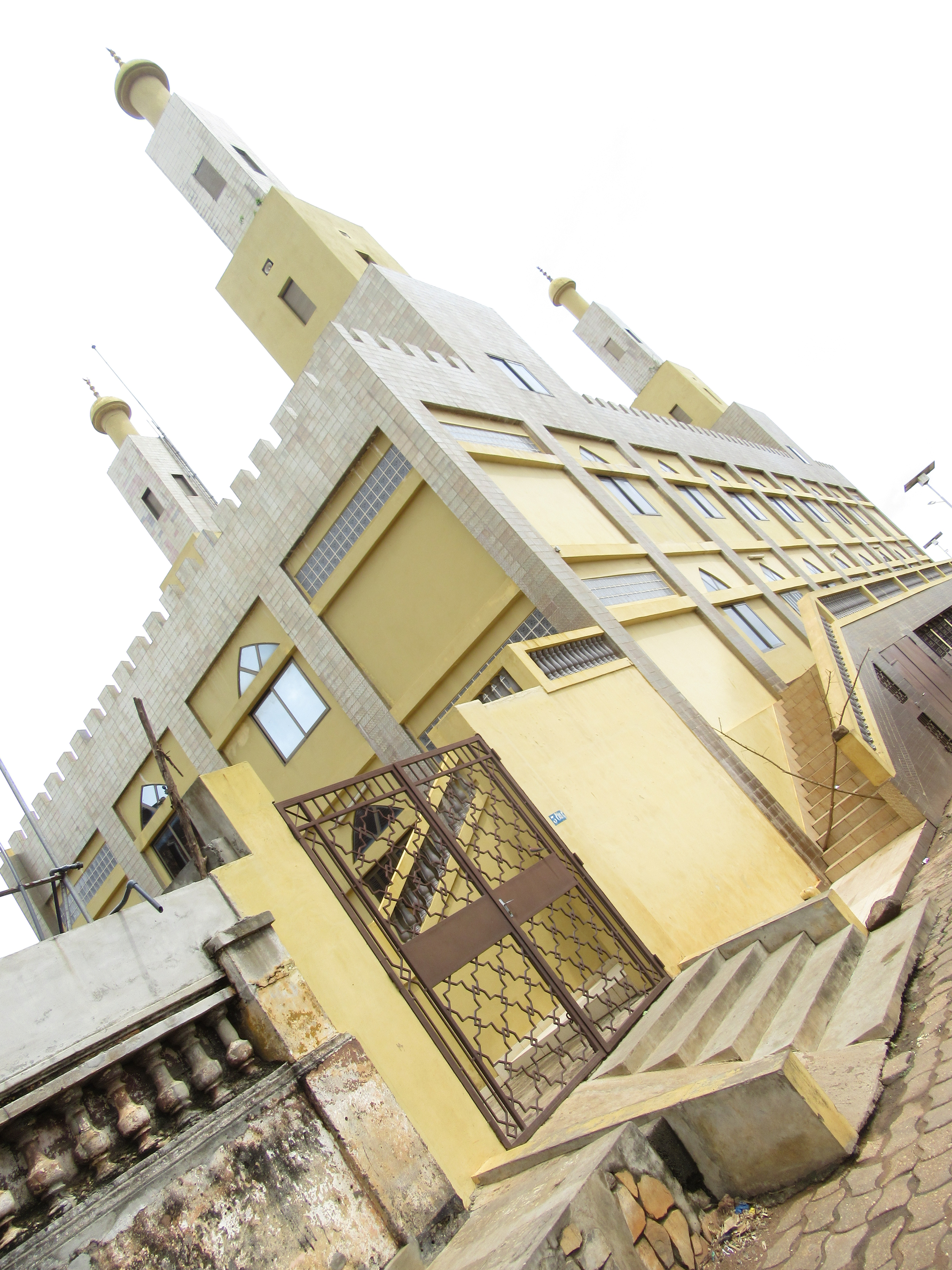
Petit portail de la Nouvelle Grande Mosquée de Porto-Novo.
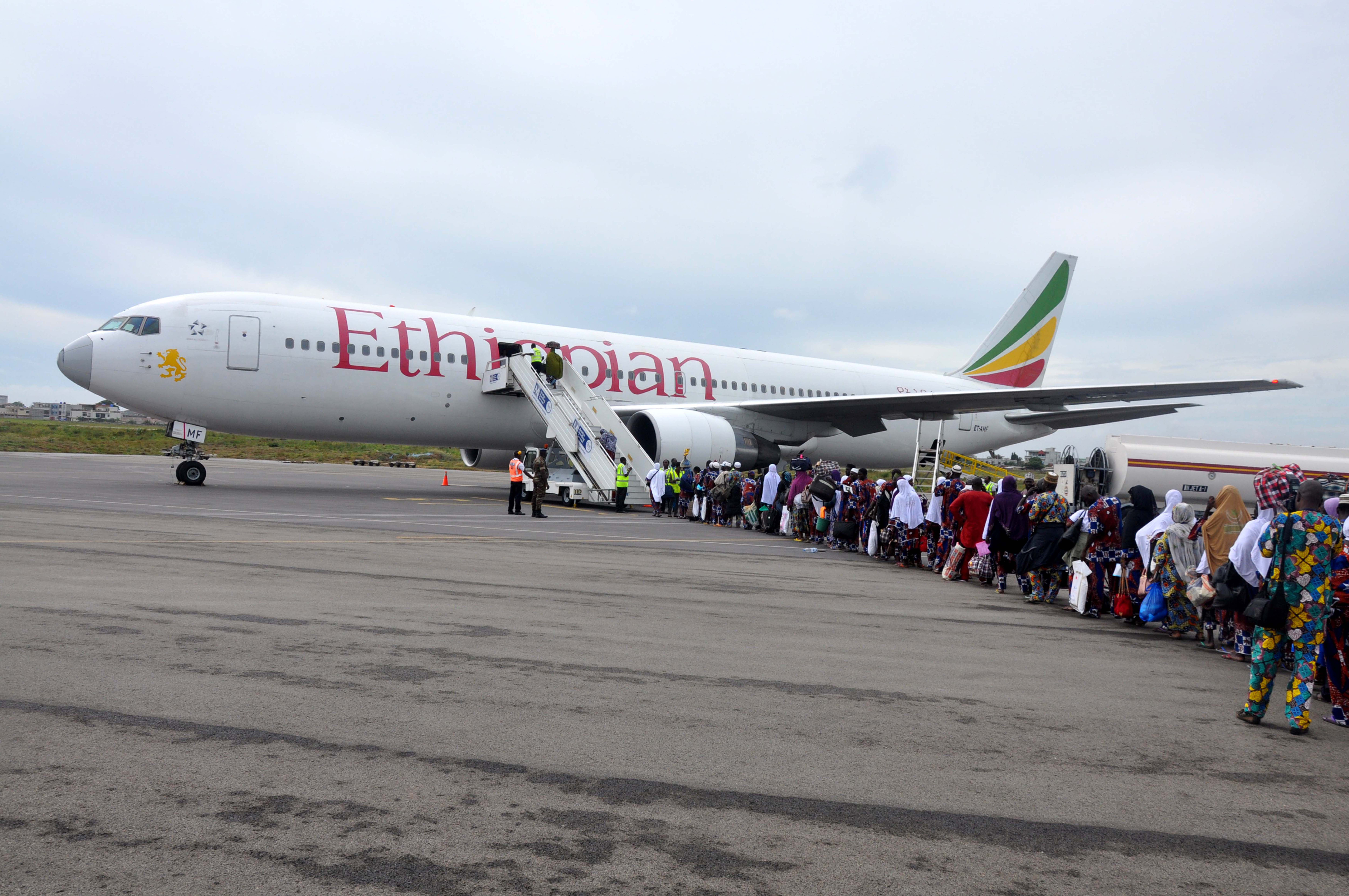
Pèlerins béninois en partance pour La Mecque